# Almanzo Wilder
Almanzo James Wilder (født 13. februar 1857, død 23. oktober 1949) var Laura Ingalls Wilders mand og far til Rose Wilder Lane, begge amerikanske forfattere. I Lauras 2. bind, Drengen og gården, optræder Almanzo som hovedperson i stedet for Laura selv.

## Biografi

### Tidlige liv
Almanzo blev født som det femte af seks børn af James Wilder (1813-1899) og Angeline Day Wilder (1821-1905) på deres gård i nærheden af Malone, New York. Hans søskende er Laura Ann (1844-1899), Royal Gould (1847-1925), Eliza Jane (1850-1930), Alice (1853-1892), og Perley Day (1869-1934). Som en del af hendes selvbiografiske lille hus-romaner skrev Laura Ingalls Wilder en bog med titlen Drengen og gården (eng:Farmer Boy) om Almanzos barndom i upstate New York.
Almanzo er en velkendt figur i lille hus-serien, hvor Laura skriver om ham, deres frieri og efterfølgende ægteskab. Almanzo blev karakteriseret som en rolig, modig og hårdtarbejdende mand, der elskede heste og landbrug. Han var også en dygtig tømrer og skovarbejder.
Drengen og gården fortæller om begivenheder fra Almanzos barndom. Bogen starter, da Almanzo var otte år gammel i 1866. Når han ikke skal bruges derhjemme til landbrugsarbejde, går han i skole. Han lærer at drive et team af okser, overværer en county fair og at fejre en 4. juli-fest i byen. Han lærer også, hvordan man skal håndtere at blive kommanderet rundt med af sine ældre søskende, især hans viljestærke søster Eliza Jane, der senere skulle blive lærer for hans kommende hustru, Laura Ingalls Wilder.
Drengen og gården var efter udgivelsesdatoen den anden bog skrevet i lille hus-serien. Dette er blevet bekræftet i begge Lauras biografer, John E. Miller, i sin bog Becoming Laura Ingalls Wilder (ss. 194-202), og William Anderson i sit arbejde Laura Ingalls Wilder - en biografi, (p 199).). Udgivet i 1933, og blev fulgt op af Det Lille Hus på Prærien i 1935. Den oprindelige rækkefølge for offentliggørelse blev ændret af forlaget Harper med udgivelsen af den nyligt illustrerede 1953-udgave.